# Путнам (окръг, Индиана)
Окръг Путнам (на английски: Putnam County) е окръг в щата Индиана, Съединени американски щати. Площта му е 1251 km², а населението е 36 726 души (1 април 2020). Административен център е град Грийнкасъл.